# Ranunculus hybridus
Ranunculus hybridus là một loài thực vật có hoa trong họ Mao lương. Loài này được Biria miêu tả khoa học đầu tiên năm 1811.

## Hình ảnh

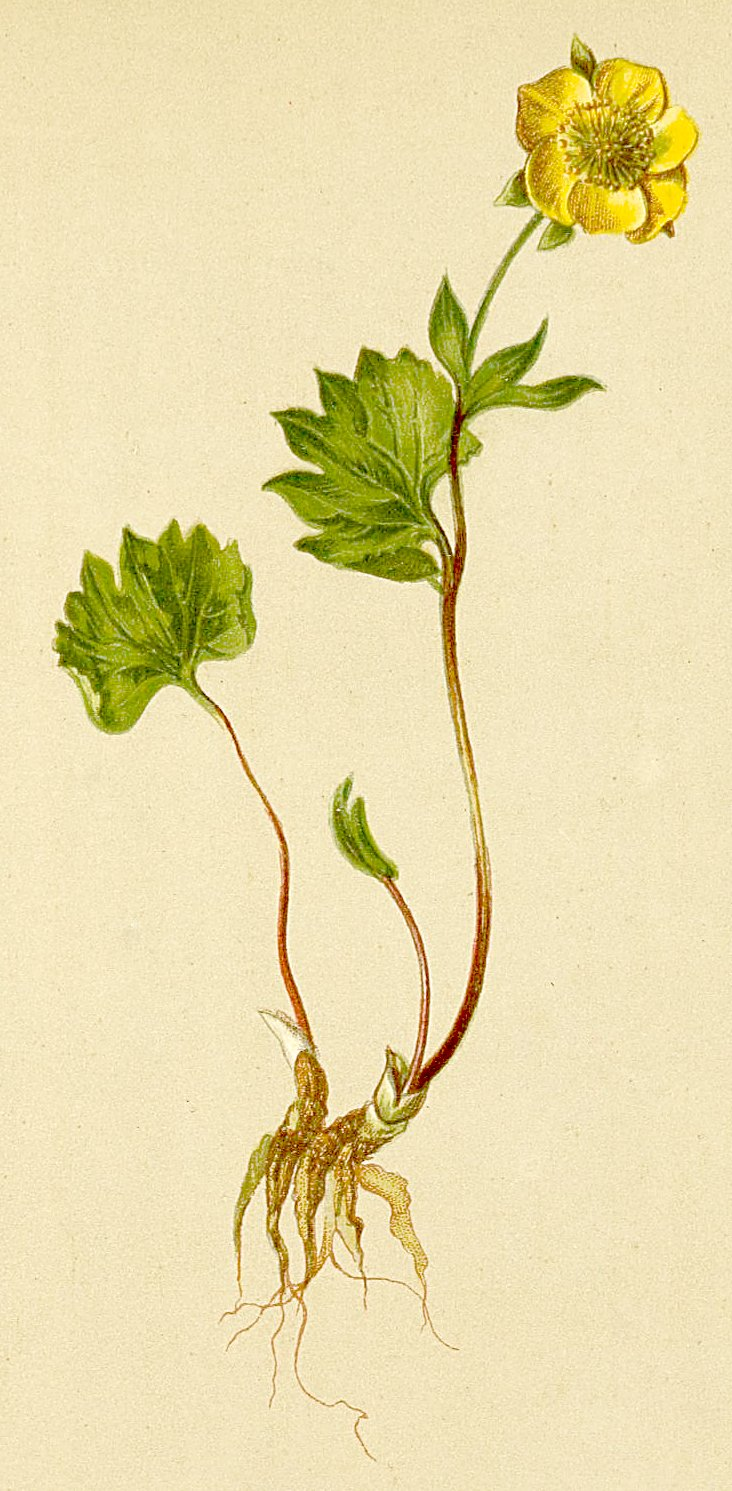